# Pläne zur französischen Mobilmachung von 1875 bis 1914
| Bezeichnung | Inkrafttreten    |
| ----------- | ---------------- |
| Plan I      | 1875             |
| Plan II     | 1877             |
| Plan III    | 1878             |
| Plan IV     | 5. Mai 1883      |
| Plan VII    | 15. März 1887    |
| Plan VIII   | 15. April 1888   |
| Plan IX     | 10. Mai 1889     |
| Plan X      | April 1891       |
| Plan XI     | 15. Februar 1893 |
| Plan XII    | 15. Februar 1895 |
| Plan XIII   | April 1898       |
| Plan XIV    | März 1903        |
| Plan XV     | 22. Mai 1907     |
| Plan XVI    | Mai 1909         |
| Plan XVII   | 15. April 1914   |

Die Pläne zur französischen Mobilmachung von 1875 bis 1914 wurden vom französischen Generalstab in der Zeit zwischen dem Ende des Deutsch-Französischen Krieges und dem Beginn des Ersten Weltkrieges erstellt.
Es handelte sich um eine ständige Modifizierung des ersten Mobilisierungsplans unter Berücksichtigung der massiven Verstärkungen, die nach der Einberufung der Reservisten zur Verfügung standen, sowie um den Bahntransport zu den Aufmarschgebieten unter dem Schutz und der Abschirmung gegen feindliche Aufklärung durch eigene Grenzeinheiten. Alle diese Pläne sahen eine Konzentration der Kampftruppen entlang der deutsch-französischen Grenze vor. Der bekannteste dieser Pläne war der „Plan XVII“, der im August 1914 im Zuge der Generalmobilmachung umgesetzt wurde.

## Reformen ab 1870

Der Vertrag von Frankfurt von 1871 galt bis 1919. Elsass und Teile Lothringens kamen als Reichsland Elsaß-Lothringen an das Deutsche Reich.

Im Zweiten Kaiserreich wurden die französischen Streitkräfte erstmals massiv mit der Eisenbahn transportiert – so im Sardinischen Krieg 1859 und im Deutsch-Französischen Krieg 1870. Nach der Niederlage von 1870 befand sich das französische Militär in einer unterlegenen Situation gegenüber Deutschland. Es hatte durch die Abtretung von Elsaß-Lothringen einen Teil seiner personellen Ressourcen und seiner befestigen Plätze verloren. Metz und Straßburg waren jetzt deutsch, und Teile des Landes waren bis September 1873 militärisch besetzt, als die letzten Deutschen aus Verdun abzogen. Es brauchte also Zeit, um eine Armee ähnlich der Deutschen aufzubauen. Dazu wurde mit einem Gesetz (loi Cissey) im Jahre 1872 das Konskriptionssystem aufgegeben. Es folgte die Einrichtung der Régions militaires (eine Art Wehrbereiche), von denen jede im Frieden für ein Armeekorps zuständig war. Im Jahre 1874 trat eine Regelung in Kraft, betreffend die strategischen Truppentransporte und die Finanzierung neuer Festungsanlagen (Programme Séré de Rivières). Weiterhin wurde noch im gleichen Jahr eine Vermehrung der Infanterieregimenter auf 152 angekündigt. Vervollständigt wurden die Anordnungen durch das Gesetz vom 13. März 1875, welches die Stärke des gekaderten und des präsenten Personals der aktiven Armee und der Territorialarmee festlegte.
Die ersten vorausschauenden Studien über die Organisation eines Aufmarsches der französischen Truppen gegen Deutschland erschienen 1872 und wurden 1875 mit dem „Plan I“ umgesetzt.
Jede Stadt erhielt von nun an mindestens einen Truppenteil als Garnison zugewiesen. Im Jahre 1913 waren dies 221 Städte, in denen sich mindestens eine Kaserne befand.

Militärdienst zu Beginn der Dritten Republik
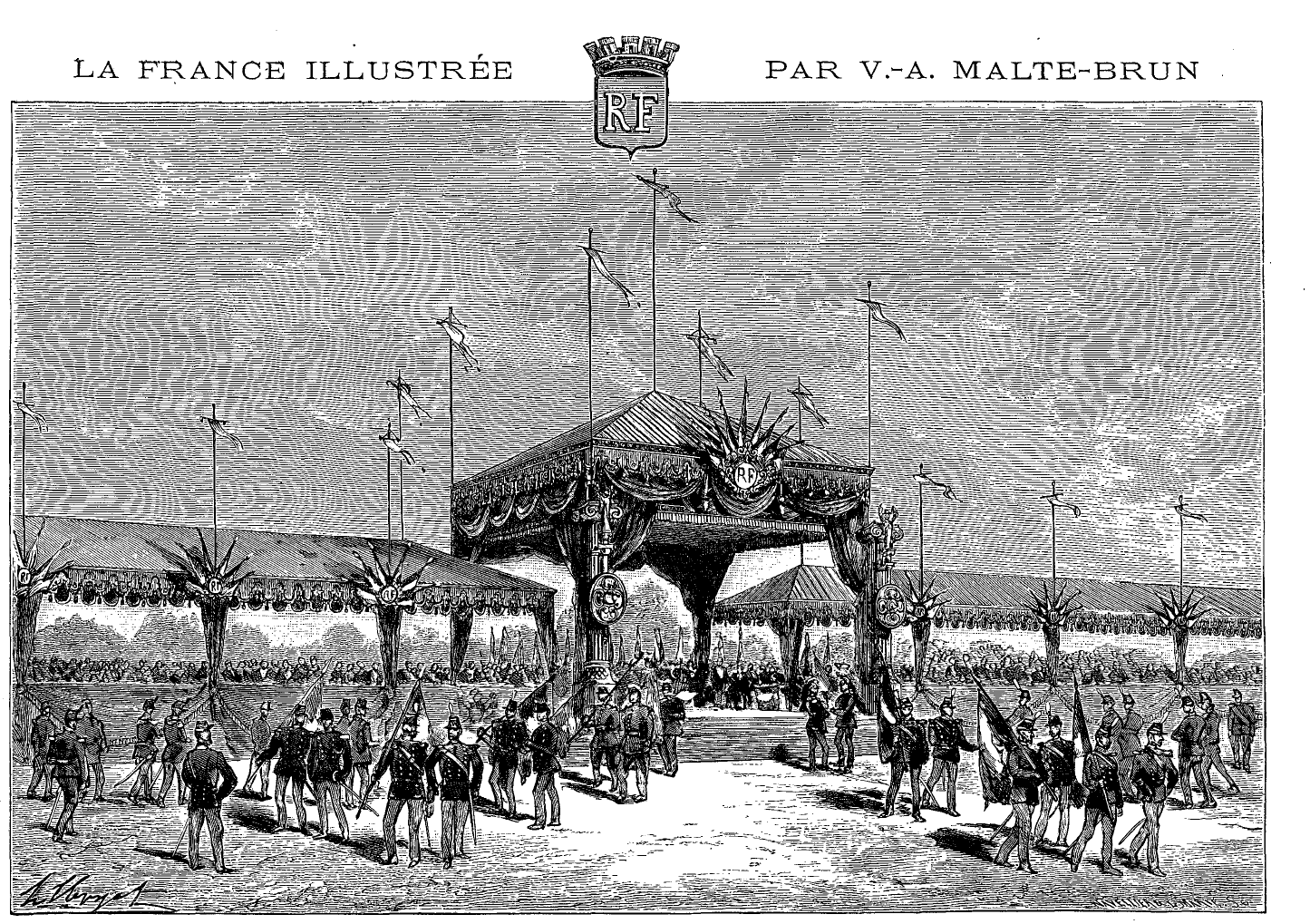
Verteilung der Fahnen im Hippodrome de Longchamp am 14. Juli 1881, anlässlich der Militärparade zum Nationalfeiertag
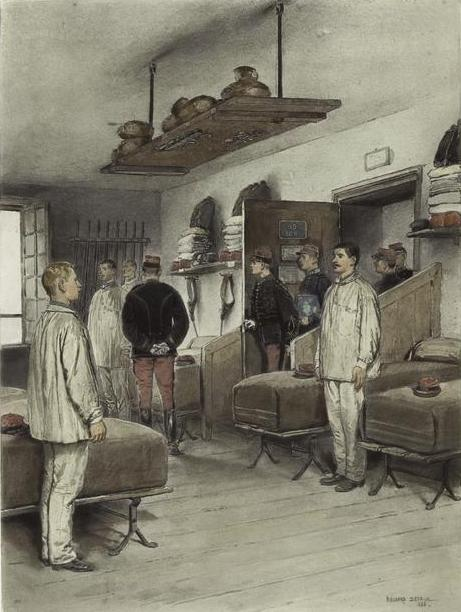
Édouard Detaille, Stubendurchgang, 1885
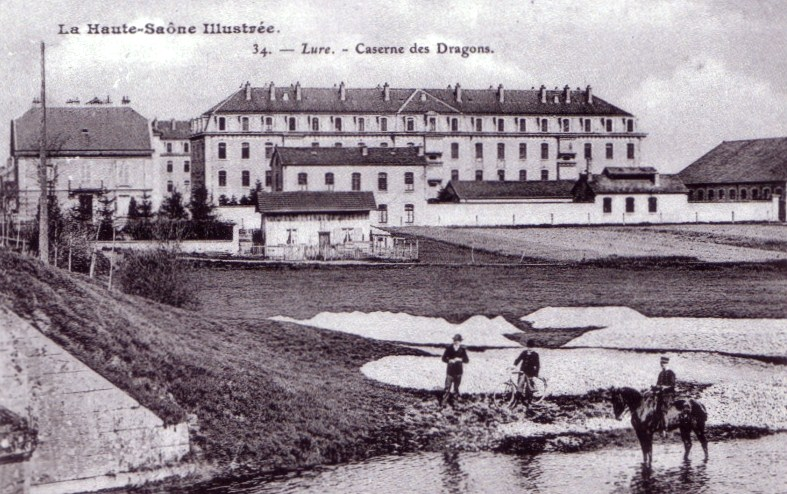
Kaserne des 18e régiment de dragons in Lure (Haute-Saône)

## 1875 bis 1886, erste Defensivpläne

### Plan I
von 1875 basierte auf der Annahme, dass Deutschland (ebenso wie Frankreich) die Neutralität von Belgien, Luxemburg und der Schweiz respektieren würde. Es war vorgesehen, vier Armeen auf der Linie
Vesoul, Langres, Bar-sur-Aube und Reims aufzustellen und so die Grenze zu decken. Als erste Operationen war geplant, im Falle einer deutschen Invasion drei Armeen an der Front bei Épinal, Neufchâteau und Donjeux (Haute-Marne) zu konzentrieren und so in die Flanke der aus Lothringen angreifenden Deutschen zu stoßen. Eine hypothetische fünfte Armee, bestehend aus dem 14. und 15. Armeekorps in den Alpen, dazu ein 19. Korps aus Nordafrika sollten bei Nuits-sous-Ravières und Châtillon-sur-Seine zusammengezogen werden.

### Plan II
von 1877 berücksichtigte etwas mehr die deutschen Verstärkungen in Elsaß-Lothringen und konzentrierte die 1. und 2. Armee bei Dole und an der Ource.

### Plan III
von 1878 stützte sich auf die neuen Befestigungen des Systems Séré de Rivières und den Ausbau des Schienennetzes (Plan Freycinet), der es erlaubte, innerhalb von 13 Tagen vier Armeen (zu je vier Korps) in die Linie Épinal, Neufchâteau, Bar-le-Duc und Sainte-Menehould zu schieben und eine fünfte zwischen Langres und Chaumont zu platzieren. Zwei kleine Reservearmeen (insgesamt mit zwei aktiven und sechs Territorial-Infanteriedivisionen) sollten später im Bereich von Vernon und von Bourges gebildet werden. Die Deckung dieser Truppen, ebenso des 6. und des 7. Korps, war von der Kavallerie durchzuführen. Der „Plan III“ wurde im Juni 1882 modifiziert, nachdem Italien dem Dreibund beigetreten war. Es wurden zwei Korps an den Alpen disloziert und eine Division zum Schutz vor Nancy eingeteilt.

### Plan IV und Plan V
Sie wurden gegenüber dem Plan von 1878 kaum verändert, berücksichtigt wurde jedoch jetzt eine Überquerung belgischen Territoriums (ohne Genehmigung der Belgier). Eine französische Armee war zwischen Reims und Châlons vorgesehen.
|                 | 1re armée                         | 2e armée                          | 3e armée                          | 4e armée                          | 5e armée                       | 1re armée de réserve | 2e armée de réserve    | Armée des Alpes             |
| Aufmarschgebiet | Bereich Épinal                    | von Neufchâteau bis Gondrecourt   | von Ligny bis Revigny             | von Nettancourt bis Mourmelon     | von Chaumont bis Langres       | Bereich Vernon       | von Bourges bis Nevers | nach Italien führende Täler |
| Zusammensetzung | 7e, 8e, 16e und 17e Corps d’armée | 5e, 9e, 12e und 13e Corps d’armée | 4e, 6e, 10e und 11e Corps d’armée | 1er, 2e, 3e und 18e Corps d’armée | 14e, 15e und 19e Corps d’armée | 4 Divisionen         | 4 Divisionen           | 14e und 15e Corps d’armée   |

### Plan VI
von 1883 bezog sich auf den Aufmarsch von vier Armeen (jede mit vier Korps) innerhalb von 13 Tagen. Sie sollten zum Schutz der befestigten Plätze Belfort, Épinal, Toul und Verdun eingesetzt werden. Dazu kam eine Reservearmee bei Langres. Neu war in den ersten Tagen der geplante Aufmarsch von fünf Kavalleriedivisionen, unterstützt von drei Infanteriedivisionen und drei Infanteriebrigaden zum Schutz von Montmédy, der Höhen der Maas, von Nancy, Lunéville, der südlichen Vogesen, von Belfort und Montbéliard.
|                 | 1re armée                         | 2e armée                          | 3e armée                          | 4e armée                          | 5e armée                       |
| Aufmarschgebiet | Bereich Charmes                   | Bereich Colombey                  | Bereich Bar-le-Duc                | Bereich Sainte-Menehould          | von Jussey bis Langres         |
| Zusammensetzung | 7e, 8e, 16e und 17e Corps d’armée | 5e, 9e, 12e und 13e Corps d’armée | 4e, 6e, 11e und 18e Corps d’armée | 1er, 2e, 3e und 10e Corps d’armée | 14e, 15e und 19e Corps d’armée |

### Plan VII
von 1884 verstärkte noch einmal den Abwehrschirm durch 10 Kavalleriedivisionen (fünf würden im Mobilmachungsfall neu aufgestellt). Dieser würde durch vier Armeen der ersten Linie gebildet, die ab dem 13. Tag nach Mobilmachung aufmarschieren und am 15. Tag komplett sein würden. Unterstützt würden sie von drei Reservearmeen in der zweiten Linie hinter dem rechten Flügel der 5. Armee, hinter dem Zentrum der 6. Armee und hinter dem Flügel der 7. Armee. Die Reservearmeen würden aus Reservisten und Territorialkräften bestehen und am 19. Tag einsatzbereit sein.
|                 | 1re armée                         | 2e armée                          | 3e armée                          | 4e armée                          | 5e armée                                | 6e armée                                | 7e armée                                | Armée des Alpes             |
| Aufmarschgebiet | von Charmes bis Épinal            | von Mirecourt bis Colombey        | von Commercy bis Bar-le-Duc       | in den Argonnen                   | Bereich Luxeuil                         | im Nordosten von Chaumont               | im Osten von Châlons                    | nach Italien führende Täler |
| Zusammensetzung | 7e, 8e, 16e und 17e Corps d’armée | 5e, 9e, 12e und 13e Corps d’armée | 4e, 6e, 11e und 18e Corps d’armée | 1er, 2e, 3e und 10e Corps d’armée | 5e, 8e, 13e und 17e Division de reserve | 4e, 9e, 11e und 12e Division de reserve | 1re, 2e, 3e und 10e Division de reserve | 14e und 15e Corps d’armée   |

## 1887 bis 1897, Pläne mit mehr Offensivgeist

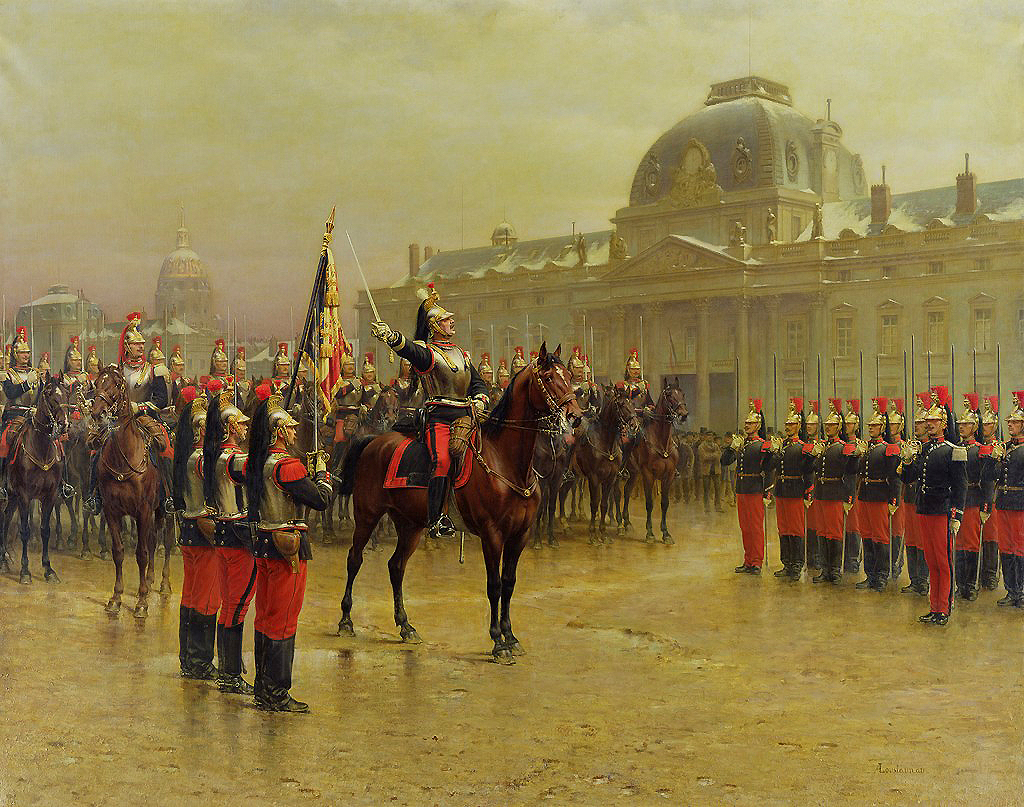
Präsentation der Standarte vor den Rekruten des 6^{e} régiment de cuirassiers an der École militaire (Louis Auguste Loustaunau, 1887): die Jahre nach 1880 waren geprägt durch Militarismus und Patriotismus

Der Bau von zwei neuen Eisenbahnlinien ermöglichte den Franzosen einen schnelleren Aufmarsch, hoffend, dass sich durch die Verschlechterung der deutsch-russischen Beziehungen nach dem Abschluss des Zweibundvertrages mit Österreich-Ungarn und nach dem Berliner Kongress das deutsche Augenmerk (und die militärischen Schwerpunkte) mehr nach dem Osten verschieben würden, um so selbst eine leichte zahlenmäßige Überlegenheit zu haben. Unter diesen Umständen zog der französische Generalstab einen Angriff auf Elsaß-Lothringen mit Überwindung der Festung Metz in Erwägung.

### Plan VIII
von 1887 verstärkte noch die vier Armeen der ersten Linie, die am 11. Tag einsatzbereit sein sollten, ohne jedoch volle Stärke erreicht zu haben. Dazu waren nach 15 Tagen drei Reservearmeen in der zweiten Linie vorgesehen. Allerdings wurde jetzt die erste Front weiter nach Osten, in die Linie Charmes, Pont-Saint-Vincent, Saint-Mihiel und Verdun, verlegt. Sollte Italien neutral bleiben, würden sich das 14. und 15. Korps hinter Belfort versammeln, um das Elsass anzugreifen. Die kleinen Belagerungsparks der Artillerie wurden mit je 16 Kanonen (Canon court de 155 mm modèle 1882) und acht Mörsern vom Modell Mortier de 220 mm modèle 1880 ausgestattet. Durch die zwischenzeitliche Erfindung der Brisanzgranaten verloren die gemauerten Festungswerke schlagartig das meiste ihrer Schutzwirkung, woraufhin die Truppen des Abwehrriegels hastig verstärkt und vier Kavalleriedivisionen bei Verdun und Stenay konzentriert werden sollten. Eine defensivere Variante sah vor, Kräfte am östlichen Rand der Haute-Saône und der Haute-Marne zu stationieren.
|                  | 1re armée                          | 2e armée                           | 3e armée                          | 4e armée                          | 5e armée                                                        | 6e armée                                                   | 7e armée                                | Armée des Pyrénées                   | Armée des Alpes             |
| Aufmarschgebiete | von Épinal bis Charmes             | von Charmes bis Pont-Saint-Vincent | von Toul bis Saint-Mihiel         | von Verdun bis Sainte-Menehould   | nördlich von Luxeuil                                            | von Neufchâteau bis Gondrecourt                            | im Bereich Châlons                      | im Bereich Laon und La Fère          | nach Italien führende Täler |
| Zusammensetzung  | 7e, 13e, 16e und 17e Corps d’armée | 5e, 9e, 12e und 8e Corps d’armée   | 4e, 6e, 11e und 18e Corps d’armée | 1er, 2e, 3e und 10e Corps d’armée | 5e, 8e, 13e, 17e Division de réserve, 14e und 15e Corps d’armée | 4e, 9e, 11e, 12e Division de réserve und 19e Corps d’armée | 1re, 2e, 3e und 10e Division de réserve | 16e, 17ebis, 18e Division de réserve | 14e und 15e Corps d’armée   |

### Plan IX
von 1888 platzierte vier Armeen zwischen Épinal und den Argonnen, mit einer fünften Armee zwischen
Neufchâteau und Gondrecourt-le-Château. Die Kavallerie in zwei Gruppen zu drei Divisionen wurde im Bereich von Lunéville und nördlich von Verdun postiert. Nunmehr wurden die Armeekorps zu zwei und zwei für die Transportlinien mit der Bahn eingeteilt. Die Truppen aus den Alpen (14. und 15. Korps) würden dann ihre, in diesem Jahr aufgestellten Gebirgsjägerbataillone (Chasseurs alpins) zurücklassen. Diese sollten in den Bereich von Lure und Vesoul transportiert werden, die Pyrenäentruppen (drei Reservedivisionen) dagegen nach Reims und Laon. Eine andere, defensivere Variante bestimmte sie in die Linie Vesoul, Langres, Saint-Dizier, Blesmes und Valmy.

### Plan X
von 1889 (entwickelt unter dem Befehl von Général Félix Gustave Saussier) berücksichtigte die Verstärkung der deutschen Reserven und sah im Falle der Mobilmachung die Aufstellung der „Corps d’armée bis“ in den 16 Militärregionen vor, hauptsächlich aus Territorialregimentern bestehend und nur mit wenig Artillerie ausgestattet. Dazu ein neu aufgestelltes 20. Korps aus Marineinfanterie und algerischen Schützen (Tirailleurs algériens) sowie eine provisorische Verstärkung der Abwehrtruppen am 3. Tag durch fünf Infanteriedivisionen. Die Kräfte waren in vier Armeen zusammengefasst und in der ersten Linie von Remiremont nach Sainte-Menehould aufgestellt (16 aktive Korps und drei Zusatzkorps), drei aktive Korps, acht Zusatzkorps und das 20. Korps besetzten die zweite Linie von Luxeuil über Neufchâteau bis Reims.

### Plan XI
von 1891 wurde unter Berücksichtigung der schwachen Ausstattung mit Artillerie in den 16 Zusatz-Armeekorps aufgestellt. Diese wurden daher durch neun Reservekorps (Nr. 21 bis Nr. 29) ersetzt. Es wurde die Aufstellung von sieben Armeen vorgesehen, davon vier in der ersten Linie und drei in der zweiten Linie: Luxeuil, Neufchâteau, Reims. Die beiden Korps in den Alpen verblieben an Ort und Stelle. Eine defensivere Variante sah eine Aufstellung an der Linie von Lure bis Brienne vor, während eine andere Variante im Falle eines deutschen Durchmarsches durch Belgien vorsah, die 4. Armee zwischen Quesnoy und Rethel einzuschieben sowie die 5. Armee vor Sainte-Menehould und Bar-le-Duc aufzustellen.
|                   | 1re armée                         | 2e armée                           | 3e armée                          | 4e armée                          | 5e armée                                 | 7e armée                       | 9e armée                       | Armée des Alpes             |
| Aufstellungen     | von Bruyères bis Châtel           | von Charmes bis Mont-Saint-Vincent | von Toul bis Saint-Mihiel         | von Bar-le-Duc bis Nettancourt    | von Donjeux bis Neufchâteau              | von Vesoul bis Lure            | südlich von Reims              | nach Italien führende Täler |
| Zusammensetzungen | 7e, 8e, 13e und 16e Corps d’armée | 5e, 9e, 12e und 17e Corps d’armée  | 4e, 6e, 11e und 18e Corps d’armée | 1er, 2e, 3e und 10e Corps d’armée | 19e, 20e, 25e, 29e und 32e Corps d’armée | 28e, 33e und 37e Corps d’armée | 22e, 23e und 30e Corps d’armée | 14e und 15e Corps d’armée   |

### Plan XII
von 1893 berücksichtigte die Französisch-Russische Allianz und reformierte das System der Reserven, das jetzt von sieben auf zehn Klassen neu eingeteilt wurde. Jedes aktive Regiment war nunmehr für die Aufstellung seines Reserveregiments zuständig. Es wurden die sieben Armeen im Osten beibehalten, davon vier in der ersten Linie. Es wurden drei Varianten angenommen: die reine Verteidigung, der massive gegnerische Angriff und der Bruch der belgischen oder Schweizer Neutralität. In Anbetracht der italienischen Aufrüstungen wurde allerdings ein Krieg mit Italien nur zusammen mit einem Krieg gegen Deutschland angenommen. Das 14. und 15. Korps sollten dann durch das 13. und 16. Korps verstärkt gegen die Italiener nur Widerstand leisten und in der Defensive verharren.

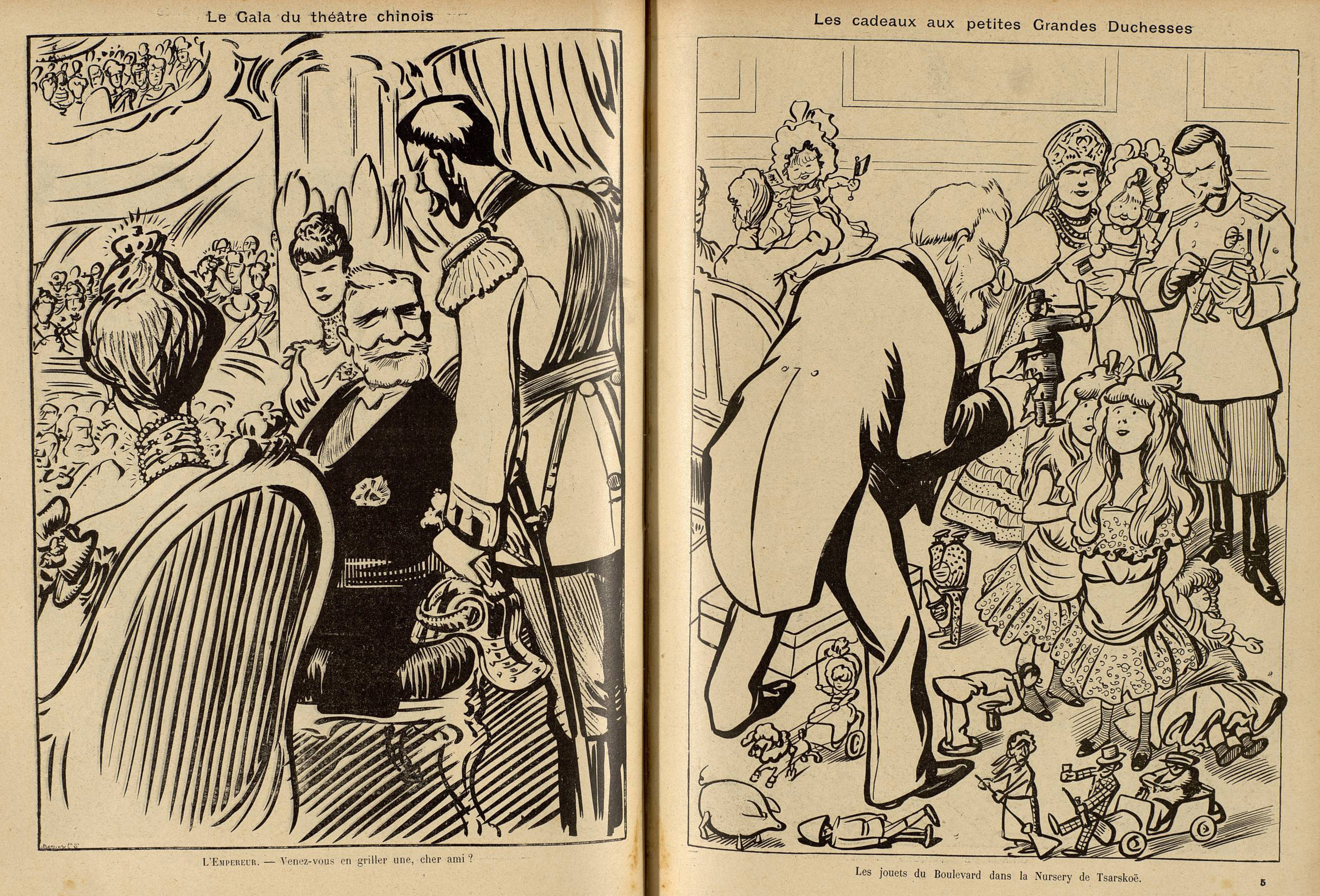
Die Annäherung zwischen der Französischen Republik und dem russischen Reich war durch militärische Interessen gegen die gemeinsamen Gegner (Deutschland, aber auch das Vereinigte Königreich) begründet, was 1902 zum Besuch des Präsidenten Émile Loubet in Sankt Petersburg führte

### Plan XIII
von 1895 sah die Verstärkung der Reserven im Mobilmachungsfall vor. Jedes Armeekorps sollte durch eine Reservedivision verstärkt werden, wodurch jedes Korps auf vier Divisionen kam. Die Reservekorps wurden auf fünf reduziert (27., 28., 30., 34. und 38.) und im Mobilmachungsfall aus Reservisten und Territorialkräften aufgestellt. Dieses System galt für die sieben Armeen im Osten (vier in der ersten Linie) und eine Variante der rückwärtigen Sperrfront.
|                   | 1re armée                          | 2e armée                          | 3e armée                          | 4e armée                          | 5e armée                               | 7e armée                  | 9e armée                  | Armée des Alpes             |
| Aufstellungen     | von Châtel-sur-Moselle bis Charmes | von Charmes bis Colombey          | von Toul bis Commercy             | südlich der Argonnen              | nordöstlich von Chaumont               | von Luxeuil à Jussey      | im Bereich Reims          | nach Italien führende Täler |
| Zusammensetzungen | 7e, 8e, 13e und 16e Corps d’armée  | 5e, 9e, 12e und 17e Corps d’armée | 4e, 6e, 11e und 18e Corps d’armée | 1er, 2e, 3e und 10e Corps d’armée | Marinecorps, 30e und 34e Corps d’armée | 19e und 38e Corps d’armée | 27e und 28e Corps d’armée | 14e und 15e Corps d’armée   |

## 1898 bis 1910, zurück zur Defensive

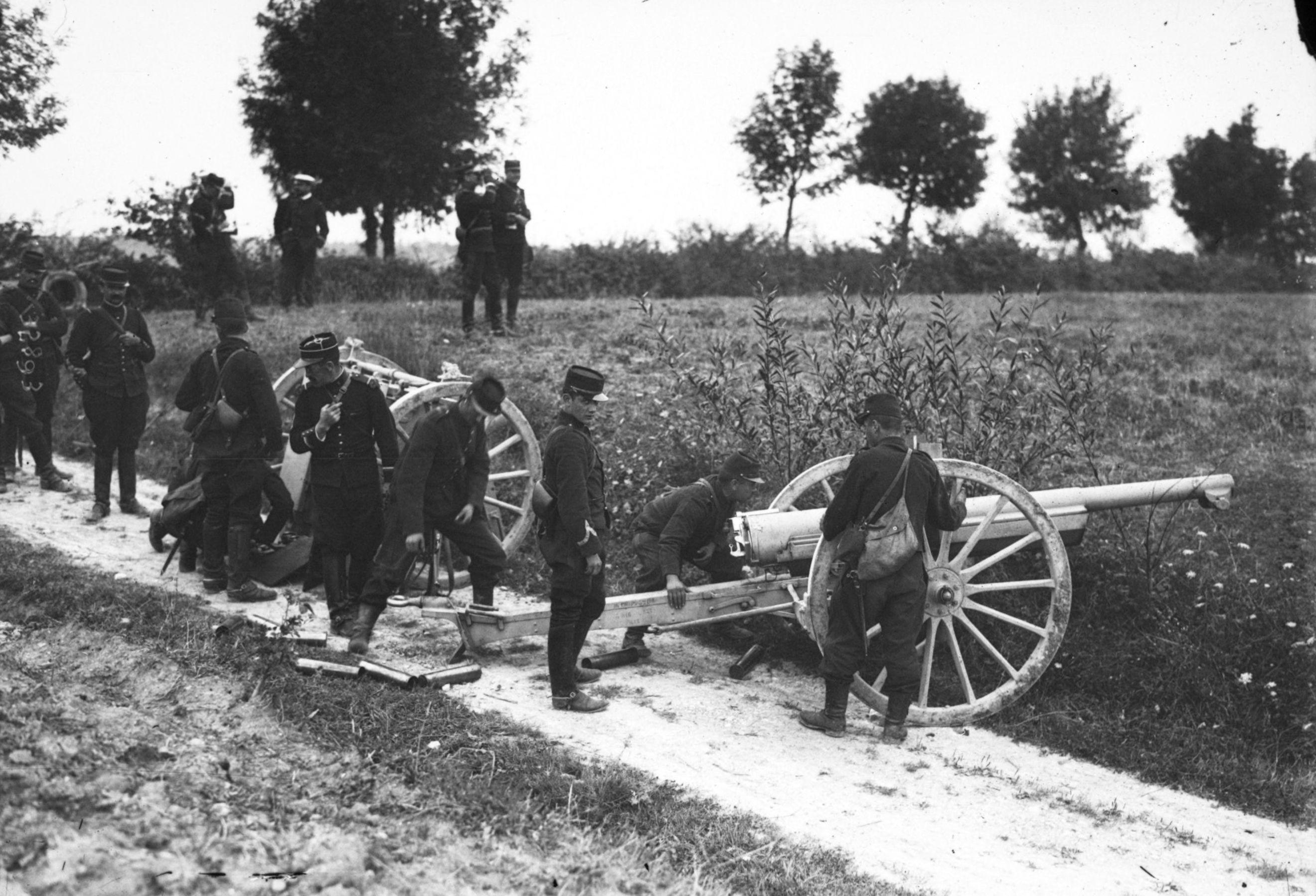
Das Schnellfeuergeschütz Canon de 75 mm modèle 1897 wurde 1897 zur Ausstattung der französischen Feldartillerie bestimmt. Auf dem Bild von 1913 sieht man ein Geschütz in Feuerstellung während eines Manövers. Daneben die Munitionswagen.

### Plan XIV
von 1898 berücksichtigte die Bedenken des Generalstabes (von nun an durch Général Jamont geleitet), was das Niveau der Ausbildung und die Einberufung der Reservisten und der Territorialkräfte betraf, wobei letzteres nunmehr erst mit Verzögerung durchgeführt werden sollte. Konsequenterweise wurden die Armeekorps auf zwei Divisionen reduziert (jedes Infanterieregiment erhielt jedoch ein viertes Bataillon). Währenddessen wurde die Idee der Aufstellung von Armeen in der zweiten Linie und der Reservekorps aufgegeben. Jede der 12 Militärregionen hatte im Falle der Mobilisation eine Reservedivision aufzustellen, die in drei Divisionsgruppen bei Vesoul, Troyes und Reims eingesetzt werden sollten. Die Territorialeinheiten waren als Festungsbesatzungen, zum Küstenschutz und zum Dienst in der Etappe bestimmt.
Als Gegengewicht zu dieser Verringerung des Personalbestandes sah man die Einführung der Feldkanone M 1897 und die Annäherung an Russland. Der französische Oberkommandierende hatte die Wahl zwischen Offensiv- oder Defensivverhalten am achten Tag der Mobilmachung zu treffen. Die Organisation sah nunmehr fünf Armeen vor, die etwas hinter der Linie Épinal, Neufchâteau (Neufchâteau) und Revigny Aufstellung nehmen sollten, die 5. Armee zwischen Chaumont und Joinville. Jede Armee erhielt eine Artillerieausstattung „Artillerie lourde d’armée“ (Schwere Artillerie der Armee) genannt, mit 18 Haubitzen 120 mm C Modell 1890 (Obusier de 120 mm C modèle 1890) sowie 12 Kanonen Canon court de 155 mm modèle 1882 zugeteilt. Die 1. Armee stand an vorderster Front und sollte unverzüglich Nancy absichern (in Nancy war das im Februar 1898 aufgestellte 20. Armeekorps stationiert), unterstützt von einem Schirm von sieben Kavalleriedivisionen. Die angenommene deutsche Invasion in Belgien würde eine Verlegung der Reservedivisionen der 4. Armee in das Gebiet zwischen Guise und Hirson notwendig machen, während eine Invasion in der Schweiz einen Einsatz des 19. (afrikanischen) Korps im Jura nach sich ziehen würde. Aus Anlass der Faschoda-Krise wurde an einen Abzug des 19. Korps aus Afrika zunächst nicht mehr gedacht, stattdessen würde die Front im Jura die im Mobilmachungsfall aus Gebirgstruppen neu aufgestellte aktive 43. Infanteriedivision übernehmen.

### Plan XV
von 1903 wurde unter dem Kommando von Général Joseph Brugère erstellt. Um gegen alle Eventualitäten abgesichert zu sein, sollten die vier Armeen in Rautenform aufgestellt werden, um sich so nach allen Seiten schnellstmöglich auseinanderziehen zu können: die 1. Armee vor Metz und vor Toul, die 2. Armee rechts angelehnt bei Dompaire, die 4. Armee am linken Flügel bei Ligny-en-Barrois und die 3. Armee zurückgezogen bei Neufchâteau. Die drei Reservedivisionsgruppen standen bei Reims–Châlons-en-Champagne, bei Troyes–Vitry-le-François und bei Langres–Jussey. Eine Reservedivision war bei Paris stationiert. Die Abschirmung wurde der Kavallerie und den Grenzkorps (7., 20. und 6. Armeekorps) übertragen. Die Bedrohung eines überraschenden deutschen Vormarschs durch Belgien sowie die deutschen Befestigungen im Elsass, an der Bruche und an der Mosel veranlassten den Generalstab im Jahre 1905, den Plan XV zu modifizieren und nunmehr die 4. Armee bei Saint-Mihiel, Pierrefitte und Vouziers zu platzieren, unterstützt durch eine 5. Armee bei Revigny.

### Plan XV bis (dt:. Plan XV a)
aus dem Jahre 1907 von Général Alexis Hagron verschob den Schwerpunkt gänzlich nach Norden: die 2. Armee (mit zwei Korps) von Belfort nach Plombières, die 1. Armee (mit vier Korps) von Thaon nach Pont-Saint-Vincent, die 3. Armee (mit vier Korps) von Pagny nach Sampigny, die 4. Armee (mit vier Korps) von der Aire bis nördlich von Verdun, die 5. Armee (zwei Korps) im Bereich von Vouziers. Als Unterstützung standen das 14. und 15. Korps sowie das 19. Korps aus Afrika zur Verfügung – letzteres verstärkt durch ein Korps Kolonialtruppen und ein 21. Armeekorps, aufgestellt aus Truppen der 14. und 15. Militärregion. Die drei Reservedivisionsgruppen wurden im Bereich Laon bis Mourmelon, von Arcis-sur-Aube bis Troyes und bei Gray eingeplant.

### Plan XVI
von 1909, unter Général Henri de Lacroix entwickelt, sah eine deutsche Offensive (unter Berücksichtigung ab dem 10. Tag der deutschen Mobilmachung) und während der ersten Zeit ein französisches defensives Verhalten in Erwartung des britischen Eingreifens vor. Die Infanterieregimenter waren auf drei Bataillone zu reduzieren, jedes Korps hatte eine Reservebrigade zu erhalten, nur die Grenzkorps (6., 20., 14. und 15. Armeekorps) waren durch aktive Truppen zu verstärken. Die Artillerie wurde um 24 Regimenter vergrößert. Bei der Mobilisation würden dann 46 aktive Divisionen (gruppiert in 22 Armeekorps), acht Kavalleriedivisionen und 22 Reservedivisionen zur Verfügung stehen (von denen 12 vier Reservedivisionsgruppen bildeten, vier würden die Festungsbesatzungen im Osten bilden, vier stünden in den Alpen und zwei in Paris). Neun Territorialdivisionen würden im Falle des feindlichen Einmarsches aufgestellt werden: zwei bei Auvours und am Wald von la Braconne.
Die Dislozierung sah fünf Armeen (mit 14 Korps und fünf Kavalleriedivisionen) von Vouziers in den Vogesen vor. Eine 6. Armee mit vier Korps konzentrierte sich auf Mourmelon bis Brienne-le-Château, und die vier Reservedivisionsgruppen waren für die Linie La Fère bis Laon, bei Soissons, bei Troyes und südlich von Dole vorgesehen. Einer Gruppe von drei Kavalleriedivisionen war die Gegend um Rethel zugewiesen. Die Kavallerie hatte am 3. Tag nach der Mobilmachung einsatzbereit zu sein, die aktive Infanterie zwischen dem 6. und 10. Tag. Am 17. Tag musste die komplette Kampfbereitschaft hergestellt sein.
Dem hypothetischen deutschen Durchmarsch durch Belgien oder durch die Schweiz, der in seinem Umfang begrenzt bliebe, sollte man mit der 6. Armee entgegentreten.

## 1911 bis 1913, erneuter Offensivgedanke

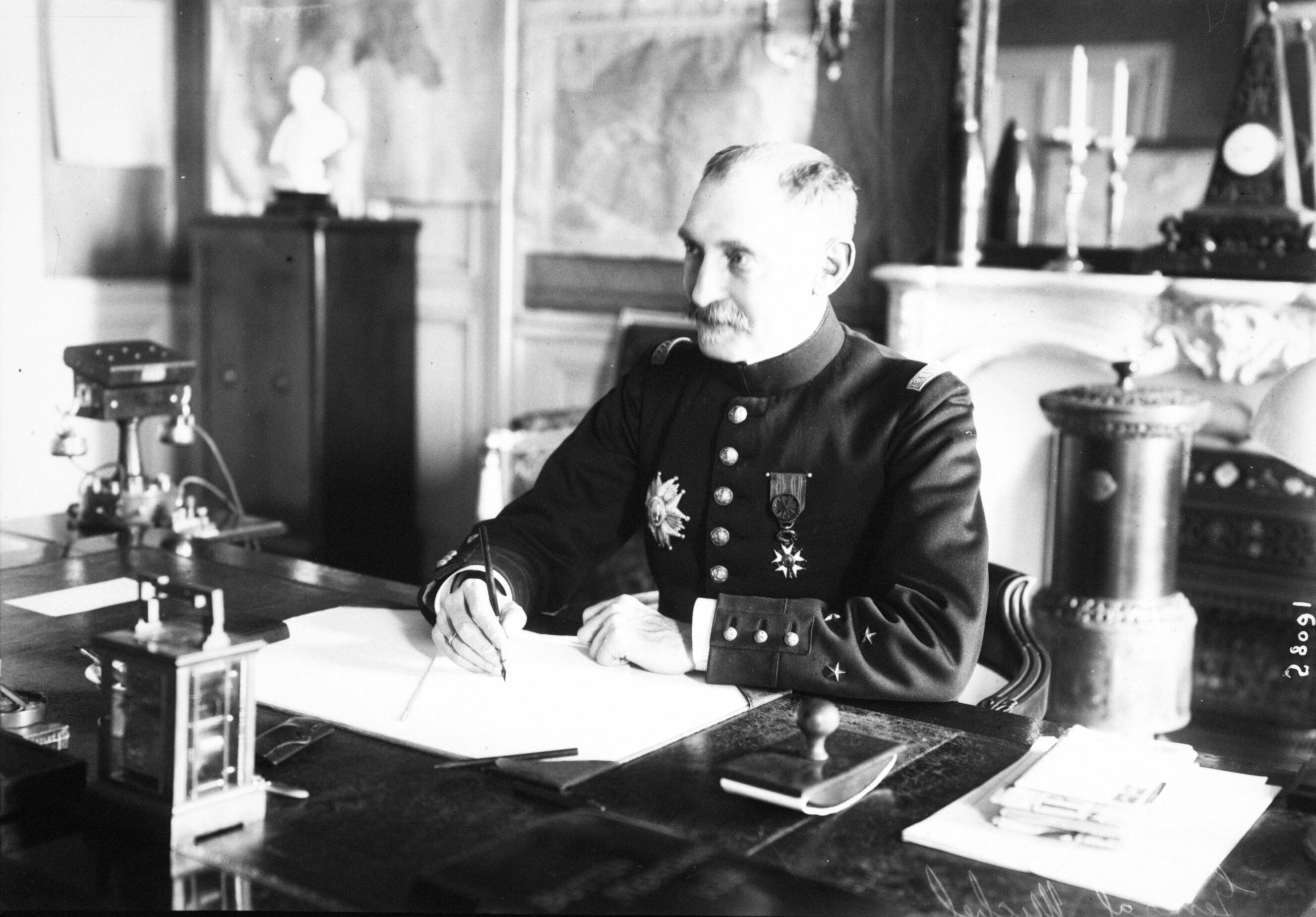
Général Victor-Constant Michel, 1911 kurzzeitiger Oberkommandierender und noch im gleichen Jahr durch Général Joseph Joffre ersetzt

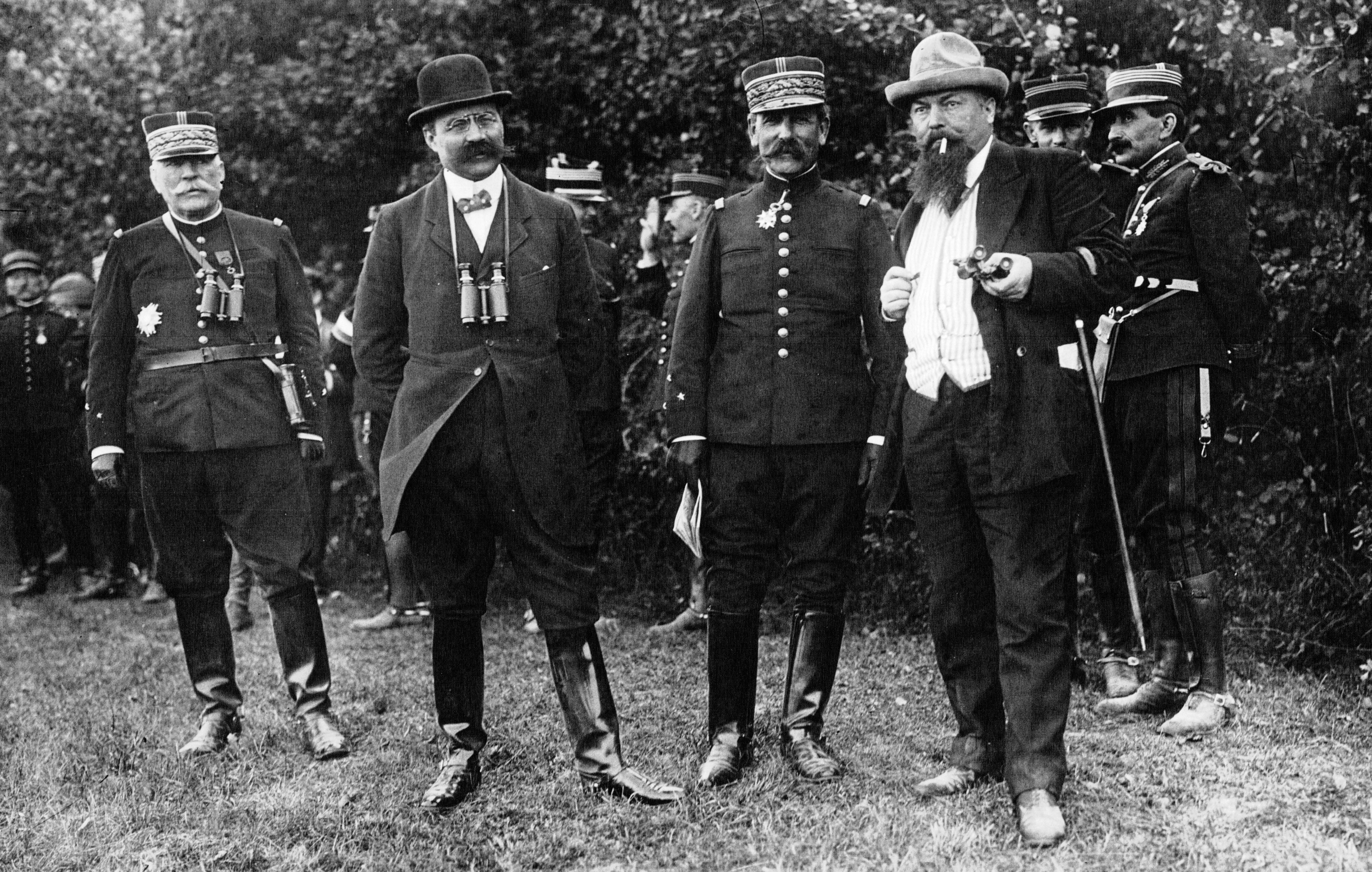
Von links nach rechts: Général Joseph Joffre, Kriegsminister Adolphe Messimy und Général Nicolas Charles Chomer während der „Großen Manöver“ 1911

Im Jahre 1911 wurde vom neuen Vizepräsidenten des Kriegsrates, dem Général Victor-Constant Michel,
die komplette Umorganisation der Generalmobilmachung vorgeschlagen. Es wurde angenommen, dass die Deutschen mit massiven Kräften durch Belgien vorstoßen würden. Er forderte daher die Massierung der Hauptkräfte von 11 Armeekorps, das 8., 9., 10., 11., 12. und 13. zwischen Lille und Avesnes, das 16., 17. und 18. zwischen Hirson und Rethel, das 1. und 2. Korps, direkt an der französisch-belgischen Grenze zu stationieren, um einen etwaigen Angriff zurückzuschlagen. Zur Verteidigung der Ostgrenze sollten das 6., 7. und 20. Armeekorps (jedes zu drei Divisionen) verbleiben. Zur Verstärkung standen drei Korps bei Paris (3., 4. und 5. Korps), die beiden Korps an den Alpen (14. und 15. Korps), das afrikanische Korps (19. Korps) und ein bei der Mobilisation neu aufzustellendes Korps (21. Korps). Gleichzeitig, um die notwendigen Kräfte aufzubringen, wurde vorgeschlagen, die personellen Unterschiede zwischen den aktiven und den Reserveeinheiten abzuschaffen und bei der Mobilisation die Brigade, die im Frieden aus zwei aktiven Regimentern bestand, durch die beiden zugewiesenen Reserveregimenter zu verstärken. Das würde die Personalstärke der Divisionen und Armeekorps verdoppeln. Die Dauer der Mobilmachung würde sich dadurch um zwei bis drei Tage verzögern. Weiterhin sollte die Ausstattung der schweren Artillerie mit Geschützen erhöht werden.
Den Forderungen des obersten Kriegsrates vom 19. Juli 1911 nachkommend, wurde die Abschaffung der Reservedivisionen verworfen.
Am 28. Juli wurde der Oberkommandierende, Général Michel, vom Kriegsminister Adolphe Messimy als „unfähig“ abgelöst.
Am 6. September 1911 wies der neue Generalstabschef, Général Joseph Joffre, das 3. und 4. Büro seines Generalstabes an, den „Plan XVI“ im Sinne einer offensiveren Absicht zu modifizieren. Der deutsche Durchmarsch durch Belgien wurde als feststehend angenommen. Die Dislozierung erstreckte sich bis zu den Ardennen mit einer Konzentration der 5. Armee zwischen Amagne und Mézières, die 1., 3. und 5. Kavalleriedivision lagen im Bereich von Mézières. Andererseits war Italien mit der Okkupation Tripolitaniens sehr stark engagiert, das 14. und 15. Korps aus den Alpen konnten daher abgezogen und im Bereich Lure und Belfort eingeschoben werden; eins von beiden war für einen eventuellen Angriff auf das Oberelsaß vorgesehen. Die Dislozierungen der vier Reservedivisionsgruppen waren für die Bereiche Vesoul, Toul, Sainte-Menehould und Mézières vorgesehen. Schließlich, als Konsequenz der französisch-britischen Konferenz vom 20. Juli 1911, war ein britisches Expeditionskorps (in den Dokumenten als „Armée W“ bezeichnet) mit sechs Divisionen als Unterstützung zugesagt worden. Nach dem Transportplan des 4. Büros des Generalstabes waren die Einheiten für den Bereich Maubeuge und Hirson bestimmt.
Eine zweite Variante des „Plan XVI“ wurde im April 1913 genehmigt. Darin wurde die Dislozierung der Truppen etwas weiter nach rückwärts vorgesehen: die 6. Armee war nunmehr für eine Linie in den Argonnen bis nach Grandpré, Varennes und Clermont vorgesehen, während die 3. Gruppe der Reservedivisionen an der Maas zwischen Dun und Dieue eingeschoben werden sollte. Mit der Aufstellung eines 21. Korps in Épinal im Jahre 1913 sowie der 9. und 10. Kavalleriedivision und der Vergrößerung der 2. Militärregion bis in die Ardennen wurde am 10. Oktober 1913 eine dritte Variante genehmigt. Damit wurde die erste Linie durch den beschleunigten Bahntransport aktiver Truppen in den ersten vier Tagen nach der Mobilmachung verstärkt.

## Plan XVII
Der Plan XVII von 1914 war der letzte der Mobilmachungspläne vor dem Kriegsbeginn. Er wurde unter dem Oberkommandierenden der französischen Streitkräfte, Général Joffre, am 15. April 1914 verabschiedet und mit der Generalmobilmachung am 2. August 1914 umgesetzt.